# Hermannsdorf (Gemeinde St. Georgen am Ybbsfelde)
Hermannsdorf (früher Hömersdorf) ist eine Ortschaft und eine Katastralgemeinde der Marktgemeinde St. Georgen am Ybbsfelde in Niederösterreich.

## Geografie
Hermannsdorf liegt südöstlich von Sankt Georgen und südwestlich von Blindenmarkt.

## Geschichte
Im 18. Jahrhundert bestand in Hermannsdorf eine Kalkbrennerei, die aus der Ybbs Kalkgeschiebe entnahm und zu Branntkalk verarbeitete. Im Jahr 1822 wurde der Ort als Dorf mit elf Häusern genannt, das nach St. Georgen eingepfarrt war, wohin auch die Kinder eingeschult wurden. Die Herrschaft Auhof besaß die Ortsobrigkeit und die Herrschaft Seisenegg übte die Landgerichtsbarkeit aus und besorgte die Konskription. Die Untertanen und Grundholde des Ortes gehörten den Herrschaften Auhof und Haagberg sowie der Pfarre St. Georgen. Laut Adressbuch von Österreich waren im Jahr 1938 in Hermannsdorf ein Gemischtwarenhändler und zwei Landwirte mit Direktvertrieb ansässig.

## Persönlichkeiten
- Erembert Stiefvater (1712–1788), Priester und Komponist, wurde hier geboren